# Marché aux puces de la porte de Montreuil
Le marché aux puces de la porte de Montreuil, dit aussi les puces de Montreuil, se tient les samedis, dimanches et lundis avenue du Professeur-André-Lemierre à Paris 20e, près de la porte de Montreuil mais à l'extérieur du boulevard périphérique, à la lisière de la commune de Montreuil (Seine-Saint-Denis).

## Histoire

### La Zone

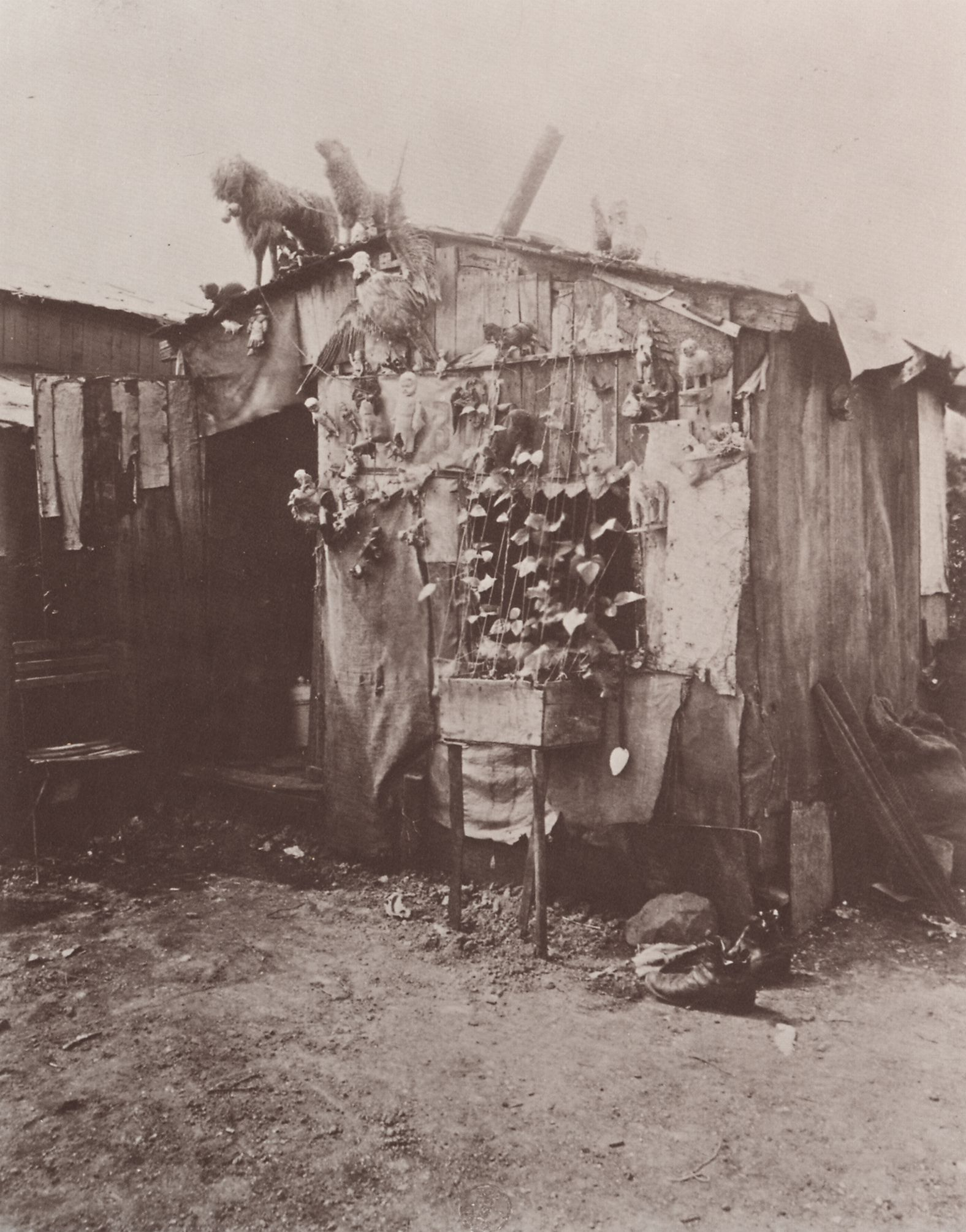
Zoniers. Porte de Montreuil (20e arrondissement) par Eugène Atget

C'est l'un des marchés aux puces les plus anciens de Paris puisqu'il existe de façon informelle depuis 1860.
En 1885, un arrêté du préfet Eugène Poubelle interdit le dépôt d'ordures aux portes des immeubles de Paris. Les chiffonniers vont donc s'installer à la périphérie de la ville, sur la Zone, une bande de terrain non ædificandi de 250 mètres de large autour de l'enceinte de Thiers, construite en 1844 (les fameuses fortifs). Sur cette zone, toute construction est interdite, pour des raisons de sécurité militaire.

### Création du marché

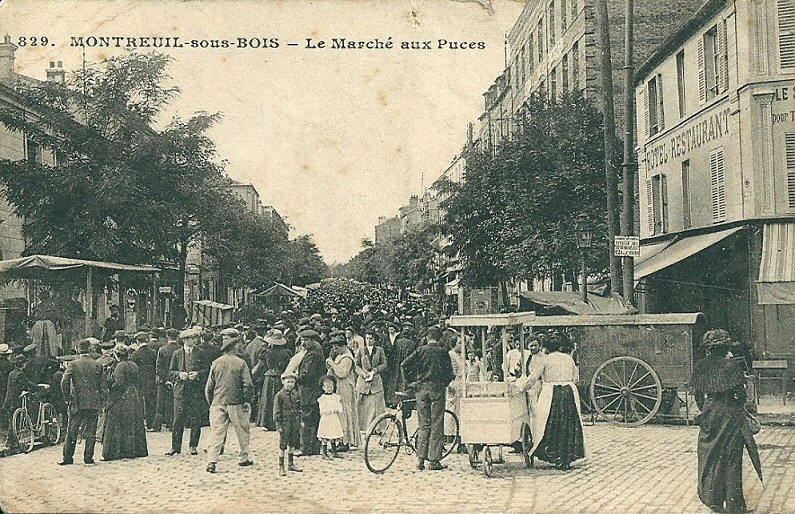
Le marché aux Puces à Montreuil, rue de Saint-Mandé (devenue rue Claude-Érignac).

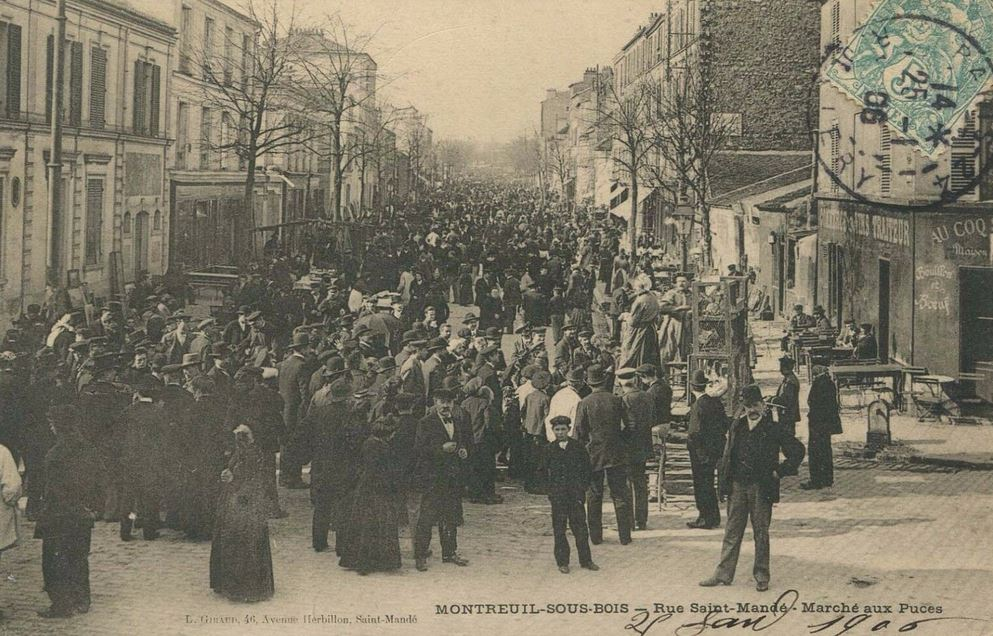
Autre vue du même endroit.

Progressivement, tandis que les environs s'urbanisent, le marché s'organise. La création à Paris du boulevard périphérique dans les années 1960 et les constructions à Montreuil du siège de la CGT en 1983 puis du  centre commercial La Grande Porte en 1991 réduisent toutefois sa surface, lui apportant cependant une nouvelle clientèle.
En 2022, avec le réaménagement de la porte de Montreuil, une réflexion urbanistique est entamée afin d'accompagner la montée en gamme du site.